# Moncks Corner
Moncks Corner är administrativ huvudort i Berkeley County i South Carolina. Orten har fått sitt namn efter plantageägaren Thomas Monck. Moncks Corner hade 7 885 invånare enligt 2010 års folkräkning.